# Rocca estense di Lugo
La rocca estense di Lugo è una fortezza di età medievale sita a Lugo, in provincia di Ravenna. L'aspetto attuale risale alla fine del XVI secolo al tempo di Alfonso II d'Este.

## Storia
Il luogo dove oggi sorge la rocca estense fu sede di fortificazioni anche prima del dominio estense su Lugo. La rocca più antica fu coeva alla fondazione della cittadina, essendo stata eretta nel XIII secolo. Di essa non rimane alcuna traccia dopo la distruzione di Lugo da parte dei faentini (1218). 

L'esistenza di un castrum tornò ad essere attestata nei documenti a partire dal 1256. 
Nel 1437 gli Estensi acquisirono il feudo di Lugo dalla Santa Sede. Negli anni successivi rafforzarono la rocca duecentesca ed edificarono la cittadella (1450), con torri quadrangolari. Anche la rocca aveva una pianta quadrata. La cittadella si estendeva fino all'ospedale di S. Maria del Limite.
Alla metà del secolo fu costruito il grosso torrione a base rotonda («mastio di Uguccione»). L'assetto risultò originale poiché inglobava elementi architettonici quattrocenteschi (fortezza a pianta quadrata) e tardo-cinquecenteschi (fortezza bastionata). Con lo smantellamento della cittadella, la rocca assunse l'aspetto attuale.
Lugo fu il capoluogo dei domini estensi in Romagna. La rocca fu sede del governatore. Anche dopo la devoluzione del Ducato Estense allo Stato Pontificio (1598), la fortezza fu sede delle attività del governatore pontificio. La rocca fu ampliata: fu edificato un palazzo per la sede del governatore (vi risiedette fino al 1859). 
Cessarono invece le sue funzioni difensive. A partire dal XVII secolo i due torrioni principali, quello circolare di nord/ovest e quello quadrato di sud/est, furono adibiti a carcere. Successivamente molte stanze interne alla rocca furono adattate a celle per detenuti. 
Le modifiche alla Rocca continuarono nei secoli seguenti: risalgono alla fine del Settecento l'interramento dei bastioni di sud-ovest (con l'impianto del giardino pensile) e la sostituzione del lato bastionato ad est con il porticato che si affaccia su Largo Relencini. Fa eccezione il torrione posto a nord-ovest, il cosiddetto "mastio di Uguccione della Faggiola" (signore di Lugo nel 1297), che ha invece mantenuto il suo aspetto originale. 
Dal 1847 la Rocca Estense ospita gli uffici dell'amministrazione comunale. Tale funzione non è cambiata con l'Unità d'Italia. In età umbertina la Rocca era sede di: uffici comunali, Sottoprefettura, Pretura, Pubblica sicurezza, Archivio notarile, Camera di conciliazione e Carceri. 

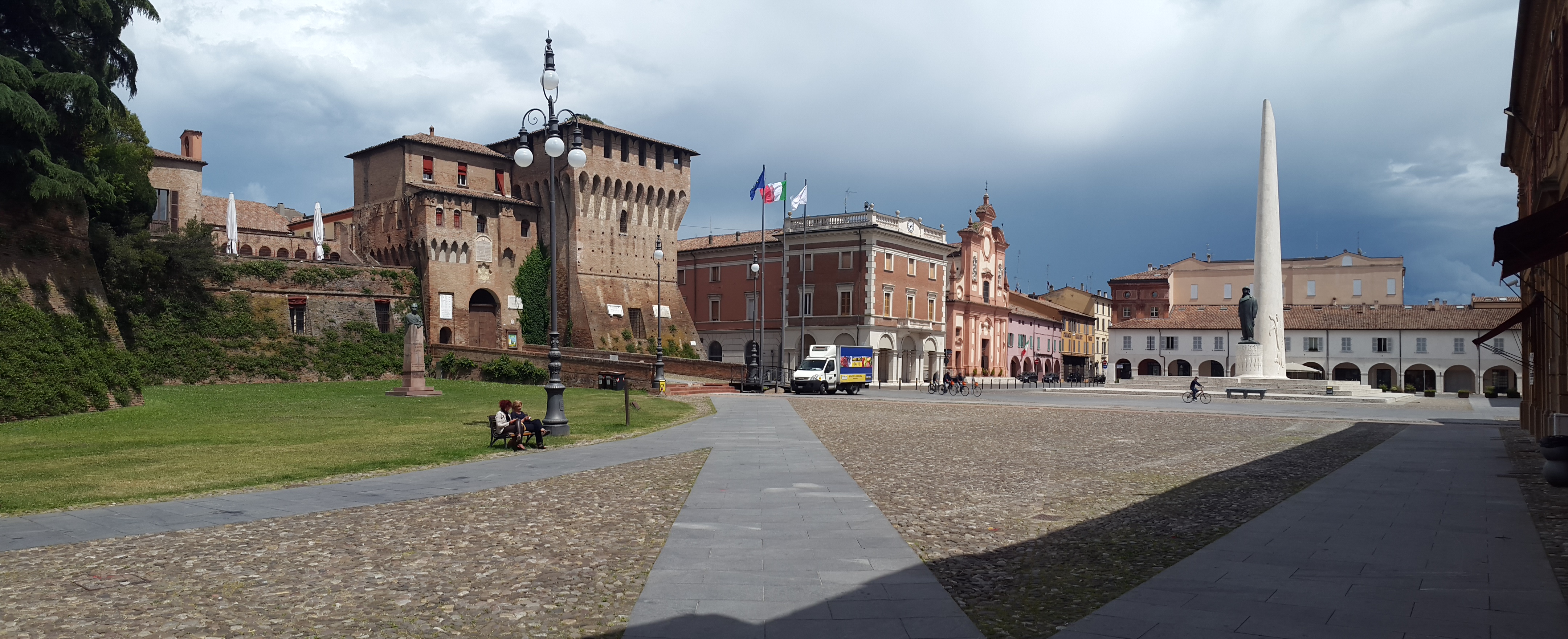
Vista della rocca estense e di piazza Baracca

Tra il 1926 e la fine degli anni 1980 il torrione sud-est fu sede del museo dedicato all'aviatore Francesco Baracca. Negli anni successivi al Duemila è stato restaurato tutto il piano nobile. 

Sulle pareti esterne della Rocca cresce una rara e particolare varietà di piante di capperi. Nell'Ottocento, grazie alla raccolta affidata a privati e alla rivendita, rientravano fra le entrate del bilancio comunale. I capperi vengono raccolti da incaricati del comune, conservati in salamoia e offerti in dono agli ospiti e alle delegazioni ufficiali in visita alla città.

## Giardino pensile

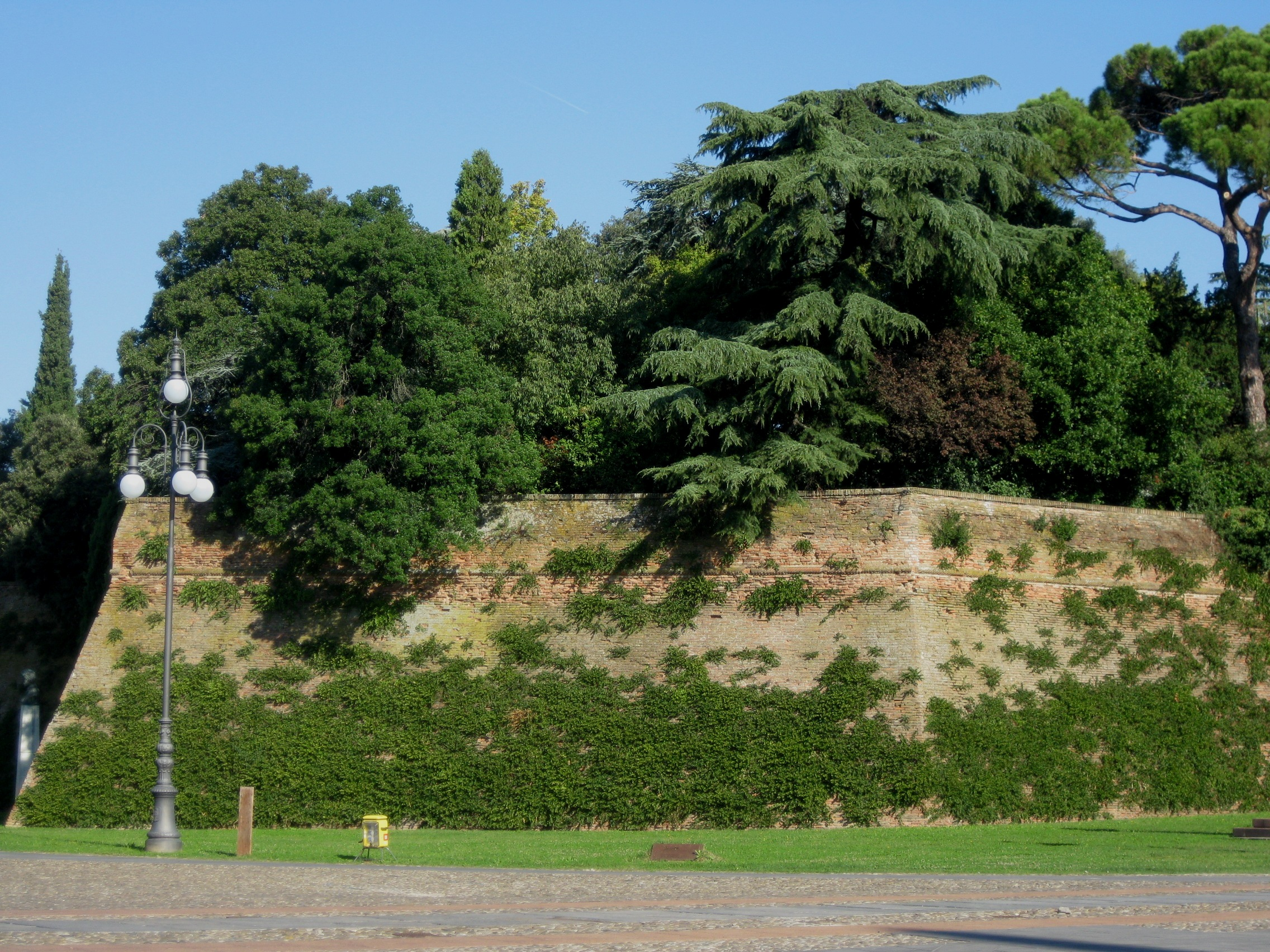
Il giardino pensile della Rocca estense

Tra la fine del XVIII e l'inizio del XIX secolo i bastioni sud-ovest della rocca furono interrati. Successivamente il terrapieno fu convertito in giardino pensile. 
Posto ad una quota di circa sette metri rispetto al piano stradale, occupa un’area di circa 1.000 metri quadri. Raccoglie circa quindici specie arboree ed una ventina di specie arbustive, con diversi esemplari per ogni singola specie; è presente anche una flora erbacea, in parte ornamentale, in parte spontanea. Molte sono anche le specie di uccelli, come il merlo, il pettirosso, la tortora dal collare, il fringuello e il passero comune.
Alla fine degli anni 1960 è stato aperto un corridoio che permette di accedere al giardino pensile direttamente dal cortile interno della rocca.